# Kykladenidol (NAMA Π20934)

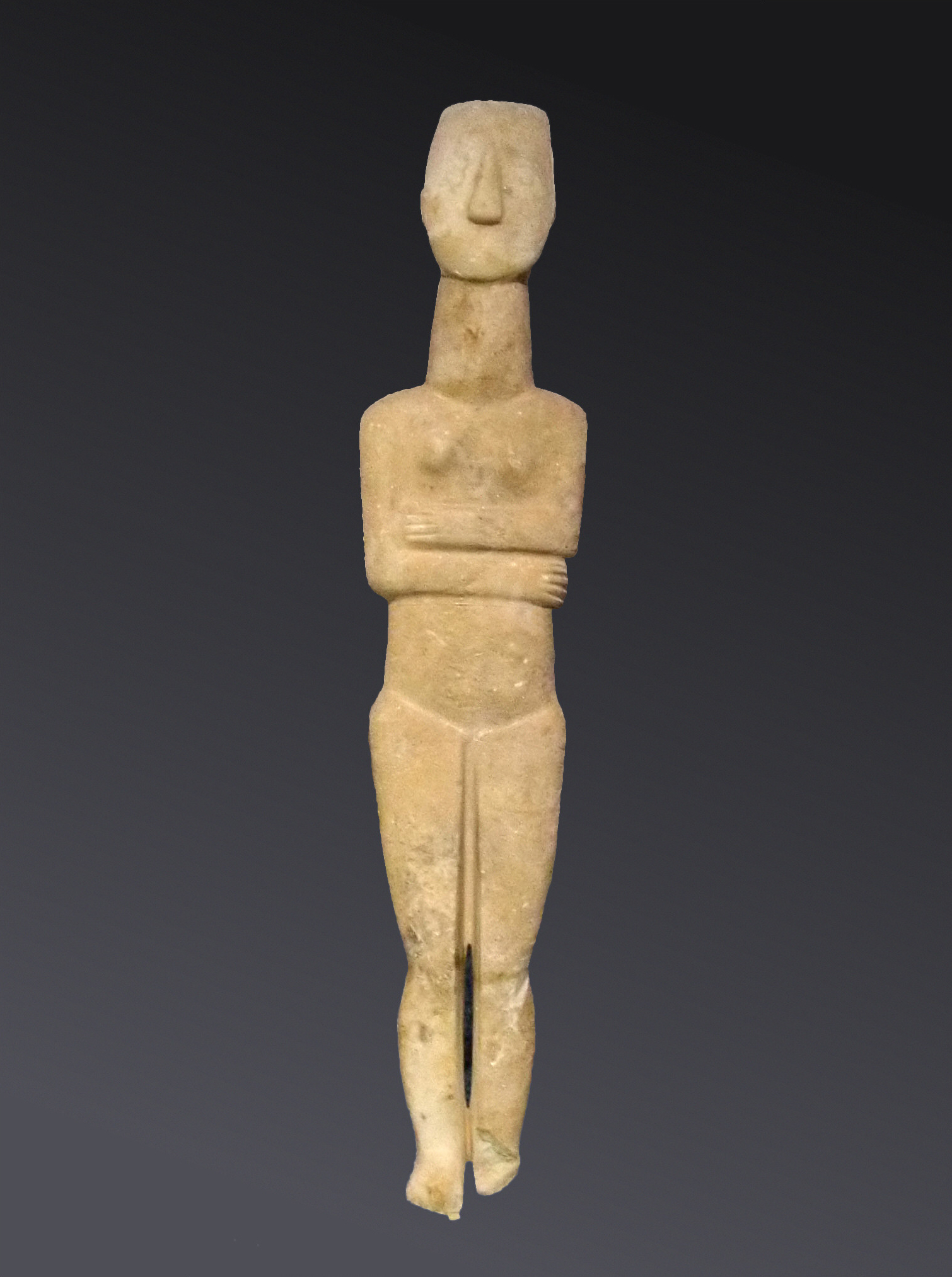
Das Kykladenidol (Karlsruhe 75/49)

Das Weibliche Idol mit verschränkten Armen (Archäologisches Nationalmuseum Athen, Inventarnummer Π29034), ehemals Karlsruhe, Badisches Landesmuseum, Inventarnummer 75/49) ist eine Marmorskulptur der bronzezeitlichen Kykladenkultur. Die Figur vom frühen Spedos-Typ wird in die Zeit zwischen dem 27. und dem 24. Jahrhundert v. Chr. (FK II) datiert. Der Fundort ist unbekannt. Pat Getz-Gentle hat es dem Woodner-Bildhauer zugeschrieben. Die aus einer illegalen Ausgrabung stammende Figur wurde 1975 vom Badischen Landesmuseum in Karlsruhe erworben und am 6. Juni 2014 im Archäologischen Nationalmuseum in Athen an Griechenland zurückgegeben.

## Beschreibung
Das Kykladenidol ist aus Marmor gefertigt, der vermutlich von der Insel Naxos stammt. Es stellt eine weibliche Figur dar, deren Formen plastisch gearbeitet sind. Durch die Höhe von 88,8 cm und Breite von 17,8 cm ist die Figur sehr schlank. Das Verhältnis von Schulterbreite zu Körperlänge beträgt etwa 20 %, das bevorzugte Verhältnis bei anderen Idolen liegt um 25 %. Durch das geringe Profil von maximal 6 cm Tiefe wirkt das Idol fast zweidimensional modelliert.
Wie bei allen typischen Kykladenidolen sind die Arme der Figur über der Brust verschränkt, der linke Unterarm liegt über dem rechten. Dass die Unterarme und Hände nicht nur durch einen Spalt, sondern rundplastisch mit einem kleinen Zwischenraum voneinander getrennt sind, kann auf die außergewöhnliche Größe der Figur zurückgeführt werden. Die Beine sind durch einen tiefen Spalt voneinander getrennt, der jedoch nur im Bereich der Unterschenkel das Material vollständig durchbricht. Kerben markieren die Abgrenzung der Oberschenkel vom Unterbauch. Ein Schamdreieck, das bei anderen Idolen dieses Typs häufig vorkommt, ist nicht eingeritzt. Der flache Kopf ist nach hinten ausladend und die ovale Gesichtform läuft nach oben leicht zusammen und wird fast eckig abgeschlossen. Die schief stehende, flache Nase verbreitert sich nach unten verhältnismäßig stark. Eine Besonderheit stellen die plastisch gearbeiteten Ohren dar. Die Brüste sind klein und stehen hoch.
Das nackte weibliche Idol ist sehr gut erhalten, lediglich der linke Fuß fehlt. Es war dreimal gebrochen, am oberen und unteren Ende des Halses und an den Knien. Ein ausgebrochener Teil an der rechten Seite des Kinns wurde nach der Auffindung ergänzt. Die Verwitterungsspuren sind auf der linken Körperseite stärker; die ursprüngliche, sehr fein geglättete Oberfläche ist stellenweise erhalten.
Wie wohl alle Kykladenidole war auch diese Figur ursprünglich farbig gefasst. Spuren sind in zwei Formen erhalten. Zum einen sind im Schambereich direkte Farbreste erkennbar, die auf eine blaue Bemalung hinweisen. Andererseits schützte eine heute nicht mehr direkt nachweisbare Farbschicht einzelne Bereiche vor Verwitterung. Die ehemals bemalten Stellen stehen daher heute als leichte Reliefs gegenüber der verwitterten Umgebung hervor. Diese indirekten Spuren der Bemalung werden in der Fachliteratur als ghost (Gespenst) bezeichnet. Auf diese Weise sind an der Figur ein farbiges Haupthaar oder eine Kopfbedeckung nachweisbar, das linke Auge mit Augenbraue zeichnet sich reliefartig ab.
Das Idol wird dem Typ Früher Spedos-B zugeordnet, als Merkmale dafür gelten der Spalt zwischen den Beinen als Kennzeichen für frühe Spedos-Figuren und die oben zusammenlaufende Kopfform bei schmalen Schultern für den Typ B. Die ungewöhnlichen Proportionen lassen annehmen, dass es am Anfang dieser Tradition entstand. Es ist (Stand 2014) unter den vollständig erhaltenen Kykladenidolen das fünftgrößte. Außerdem sind mehrere große Köpfe erhalten, von denen nicht sicher ist, ob sie zu Ganzkörperfiguren gehörten.
Mit in der Fachwelt umstrittener Methodik ordnet Pat Getz-Preziosi (heute Getz-Gentle) in ihrer Doktorarbeit von 1972 und in mehreren Publikationen seither eine große Zahl an Idolen individuellen Handwerkern oder Künstlern zu. Sie identifizierte diese Figur wegen des deutlich tiefer sitzenden rechten Ohres mit dem Woodner-Bildhauer, den sie nach einem nahezu gleich großen Exemplar in einer Privatsammlung benannte. Insgesamt ordnet sie drei Idole diesem Schöpfer zu: das aus der Woodner-Sammlung (heute in der Sammlung Harmon), das Karlsruher und das Idol mit der Inventarnummer #724 im Museum für kykladische Kunst in Athen. Diese drei Figuren sind alle weit überdurchschnittlich groß, unter den bekannten Idolen belegen sie die Plätze 2, 5 und 6 und als entscheidendes Merkmale nennt Getz-Gentle neben großen Ähnlichkeiten bei Armen und insbesondere Füßen, das jeweils deutlich niedriger sitzende rechte Ohr. Plastisch ausgearbeitete Ohren sind selbst unter den großen Figuren sehr selten, nur sechs große Idole mit Ohren sind bekannt, der Höhenunterschied existiert nur bei diesen drei Figuren. Getz-Gentle geht aufgrund der Merkmale davon aus, dass das Karlsruher Idol von den dreien zeitlich in der Mitte geschaffen wurde.
Während der Kunsthändler Koutoulakis als Fundort die Insel Naxos angab, identifizierte Thimme unter Hinweis auf Stilelemente ähnlicher Idole eine mutmaßliche Herkunft der Figur von der Insel Amorgos. Demgegenüber hält Getz-Gentle es für gut möglich, dass alle drei von ihr demselben Künstler zugeschriebenen Idole aus dem Depotfund Kavos auf der Insel Keros stammen und durch die Raubgräber oder den Kunsthandel auseinandergerissen und individuell verkauft wurden.
Die Bedeutung oder Verwendung der Figur und aller anderen Kykladenidole ist ungeklärt. Soweit die Herkunft bekannt ist, stammen die meisten aus Grabfunden, einige wurden in Depots rituell niedergelegt. Die Figuren sind selten, nur in einem Bruchteil der Gräber lagen Idole. Aus den weiteren Grabbeigaben lässt sich kein Merkmal erkennen, dass sie nur Männern, Frauen, Personen mit hohem sozialem Status oder irgendeiner anderen abgrenzbaren Gruppe mitgegeben wurden.

## Provenienz
Das Idol stammt aus einer Raubgrabung und wurde aus Griechenland illegal geschmuggelt, der Fundort ist unbekannt. Der letzte private Besitzer war der als Drahtzieher für den Handel mit Raubobjekten bekannte Kunsthändler Nicolas Koutoulakis. Der damalige Kurator des Badischen Landesmuseums Jürgen Thimme erhielt die Figur im Januar 1975 zunächst als Leihgabe und erwarb die Figur einige Monate später im Vorfeld der für 1976 vorbereiteten Ausstellung „Kunst der Kykladen“ für 300.000 Schweizer Franken.
Thimme publizierte das Idol ausführlich im Jahr 1975 in einem Beitrag für das Jahrbuch der Staatlichen Kunstsammlungen in Baden-Württemberg, in dem er auch erstmals in deutscher Sprache die Klassifizierung der Kykladenidole durch Colin Renfrew und Pat Getz-Gentle (damals noch Getz-Preziosi) vorstellte. Das Idol war aufgrund seiner außergewöhnlichen Größe ein Blickfang der Ausstellung „Kunst der Kykladen“, die im Jahr 1976 die bronzezeitliche Kykladenkultur in ihrer Gesamtheit und den Beziehungen zu benachbarten Kulturräumen darstellte. Anschließend wurde das Idol in der Dauerausstellung des Badischen Landesmuseums gezeigt. 2011 wurde es in der zweiten großen Kykladenausstellung des deutschsprachigen Raums Kykladen - Lebenswelten einer frühgriechischen Kultur wieder zu einem Kernstück der Präsentation. In beiden Katalogen wurde das Idol besonders hervorgehoben. Die griechischen Altertumsbehörden thematisierten anhand beider Ausstellungen die Rolle der Raubgrabungen, des Schmuggels von Kulturgütern und des grauen und illegalen Kunsthandels und stellten dem Badischen Landesmuseum keine Leihgaben aus staatlichen Sammlungen zur Verfügung.
Nach der Ausstellung von 2011 kam es zu Verhandlungen auf höchster Ebene und am 6. Juni 2014 wurde das Idol gemeinsam mit der Kykladischen Griffschale (NAMA Π20935) durch den Staatssekretär im Ministerium für Wissenschaft, Forschung und Kunst Baden-Württemberg Jürgen Walter und den Museumsdirektor des Badischen Landesmuseums Harald Siebenmorgen an das Archäologische Nationalmuseum in Athen im Beisein des griechischen Kulturministers Panagiotis Panagiotopoulos übergeben. Der heutige Marktwert des Idols liegt nach Schätzungen im siebenstelligen Eurobereich.